# Гузгану, Элисабета
Элисабета Туфан (рум. Elisabeta Tufan, род.8 августа 1964), в замужестве взявшая фамилию Гузгану (рум. Guzganu) — румынская фехтовальщица-рапиристка, чемпионка мира, призёрка Олимпийских игр. Заслуженный мастер спорта Румынии (1987).

## Биография
Родилась в 1964 году в Бухаресте.
В 1984 году на Олимпийских играх в Лос-Анджелесе стала обладательницей серебряной медали в составе команды, а в личном первенстве заняла 4-е место. В 1987 году завоевала золотую медаль чемпионата мира и стала обладательницей серебряной медали в составе команды. В 1988 году приняла участие в Олимпийских играх в Сеуле, но наград не завоевала. В 1992 году на Олимпийских играх в Барселоне стала обладательницей бронзовой медали в составе команды. На чемпионате мира 1993 года стала обладательницей серебряной медали в составе команды. В 1994 году вместе с румынской командой выиграла чемпионат мира. На чемпионате мира 1995 года стала обладательницей серебряной медали в составе команды.